# Schweiz i olympiska vinterspelen 1998
Schweiz deltog i olympiska vinterspelen 1998. Den schweiziska truppen bestod av 69 idrottare, 50 män och 19 kvinnor.

## Medaljer

### Guld
- Curling
  - Herrarnas turnering: Patrick Hürlimann, Patrik Loertscher, Daniel Müller, Diego Perren och Dominic Andres
- Snowboard
  - Halfpipe herrar: Gian Simmen

### Silver
- Alpin skidåkning
  - Super-G herrar: Didier Cuche
- Bob
  - Fyra-manna: Marcel Rohner, Markus Nüssli, Markus Wasser och Beat Seitz

### Brons
- Alpin skidåkning
  - Storslalom herrar: Michael von Grünigen
- Snowboard
  - Storslalom herrar: Ueli Kestenholz
- Freestyle
  - Hopp herrar: Colette Brand